# قلعة طربزون

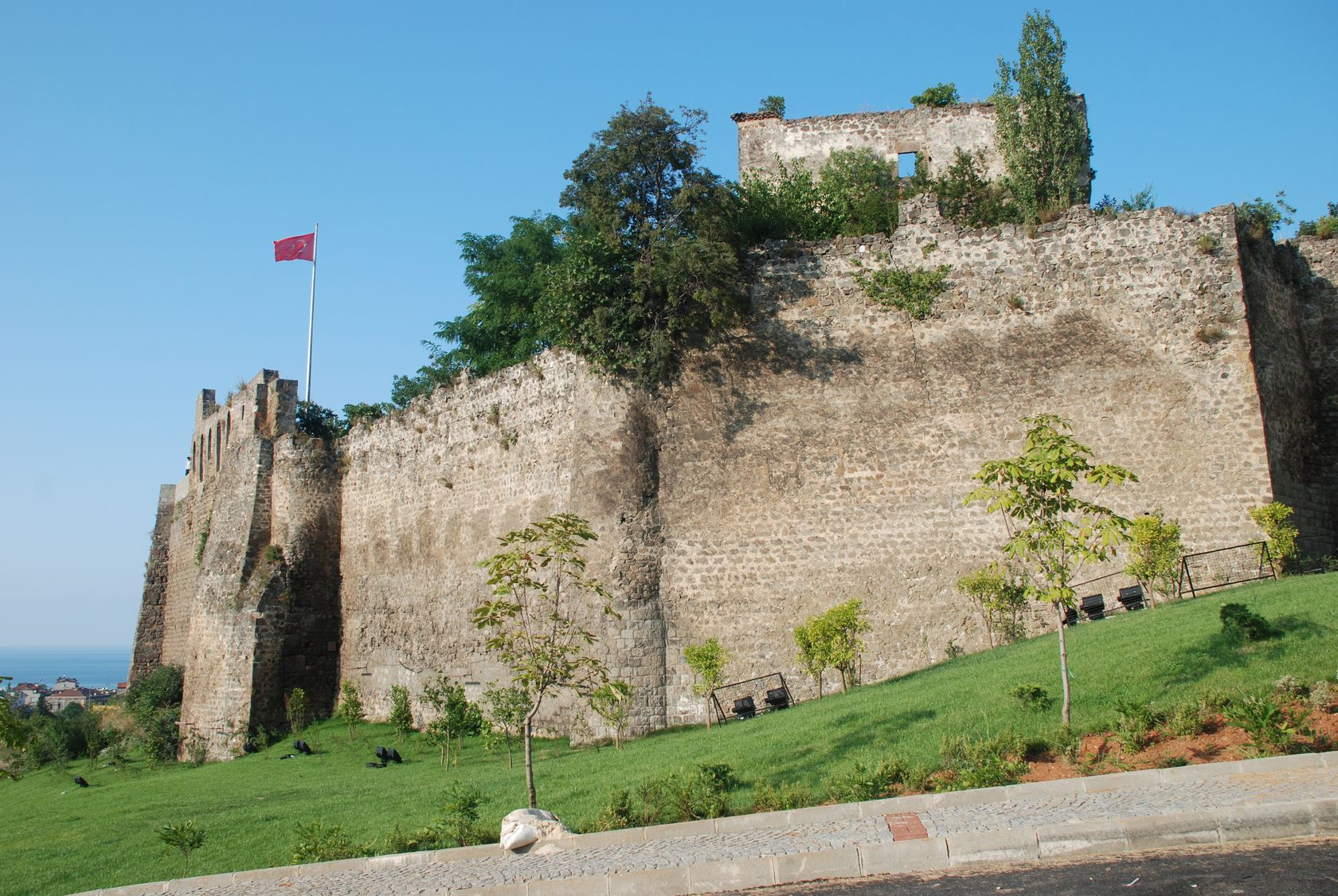
القلعة

قلعة طربزون (بالتركية: Trabzon Kalesi) هي حصن يقع في مدينة طربزون شمال شرق تركيا. شيدت على أسس والتي يعود تاريخها إلى الإمبراطورية البيزنطية مع قطع الحجارة من الهياكل السابقة في الموقع، وتمتد القلعة من تلة مطلة على المدينة إلى شاطئ البحر الأسود. تتألف القلعة من ثلاثة أجزاء وهي القلعة العليا (يوكاري حصار) والقلعة الوسطى (أورتا حصار) والقلعة السفلى (أشكي حصار)., القلعة العليا مسؤليتها كان حماية معقل (مدينة) وشغل منصب أكروبول. ويعتقد أن القلعة بنيت مثل البناء الأول في عام 2000 قبل الميلاد. تذكر بعض المصادر المبكرة وجود أنقاض الهياكل مثل المضمار، البرج، والحمام والقصر. القلعة تعرضت لتعديلات مختلفة على مر التاريخ. جدران القلعة العليا هي أعلى من الأجزاء الأخرى. ويمكن رؤية بعض الكتابات المنقوشة علم النقائش من الدولة العثمانية، والتي تم العثور عليها بين جدران القلعة، في متحف طربزون., القلعة الوسطى والتي بناه ألكسيوس الثاني من طربزون (حكم 1297-1330)، هو استمرار للأجزاء العلوية والسفلية. حيث أنه ليس له شكل منتظم، تحتوي على بوابتين الأول اسمة بوابة كابي والثاني بوابة زاكنوس باشا حيث تقع هذه البوابات في الجزء الغربي اما في باقي الاجزاء فهنالك ابواب أخرى مثل باب الدباغة وباب البرج، ومن المباني البارزة الموجودة هنا هي مسجد أورتا حصار، مسجد يني، قصر الحاكم، جسر زاكنوس، (برج الحمام)، مسجد أماسيا، شيرين خاتون ومسجد انس ومسجد باشا موس، القلعة السفلى تمتد في الغرب من برج زاكنوس وصولا إلى البحر. حيث تم بناء هذا الجزء من القلعة طربزون بواسطة ألكسيوس الثاني من طربزون حيث يحتوي هذا الجزء على بوابتين هما بوابة السوق وبوابة شمعدان. المباني التاريخية حول القلعة السفلى هي مسجد الملا العين اسود (كنيسة القديس أندرياس)، مسجد هوكا خليل، الحاج عارف حمامي (حمام) ونوافير اسكندر باش 

## وصلات خارجية
- أبراج طربزون (معرض صور) نسخة محفوظة 16 أكتوبر 2011 على موقع واي باك مشين.

## Gallery

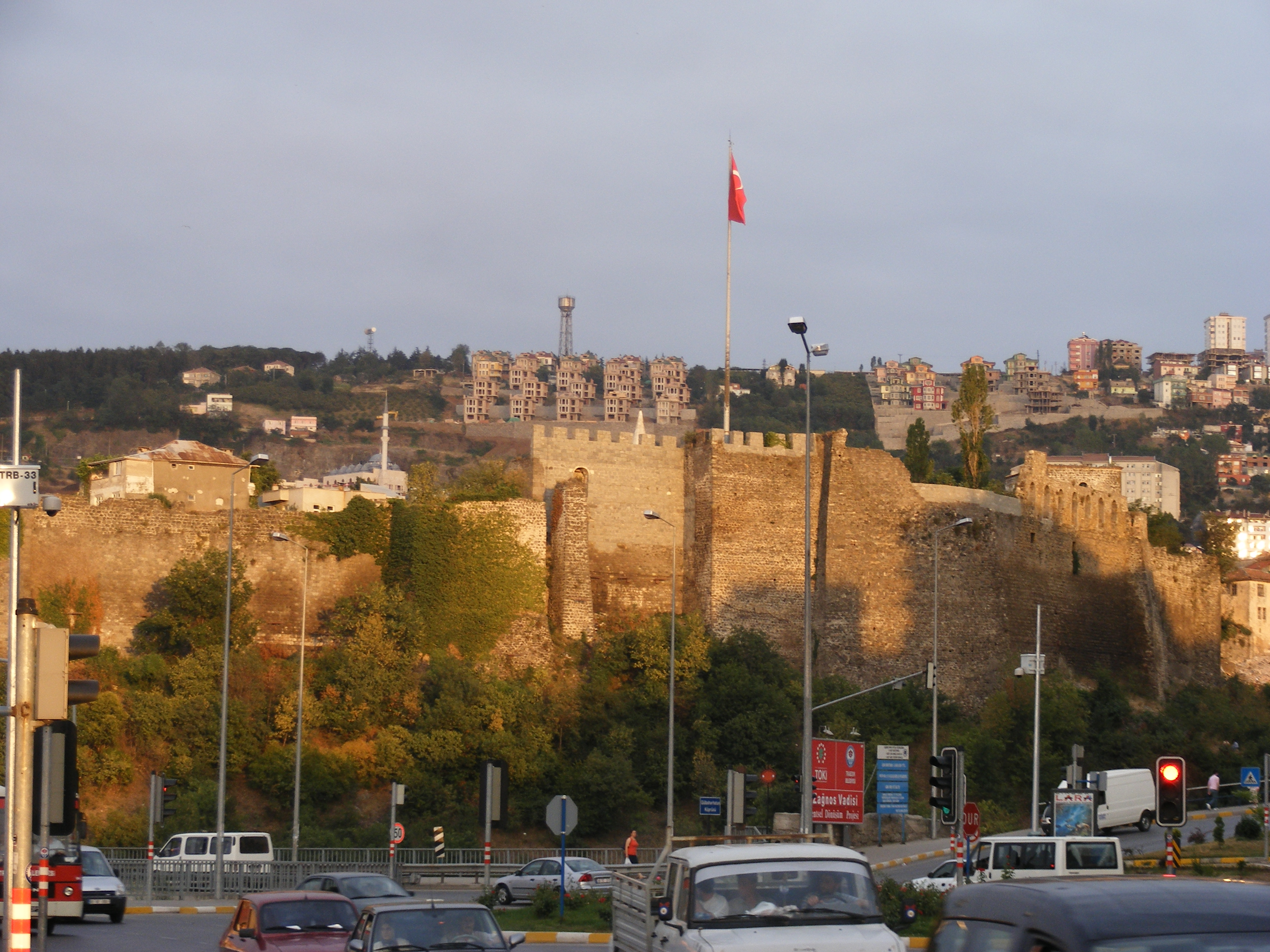
جدران القلعة
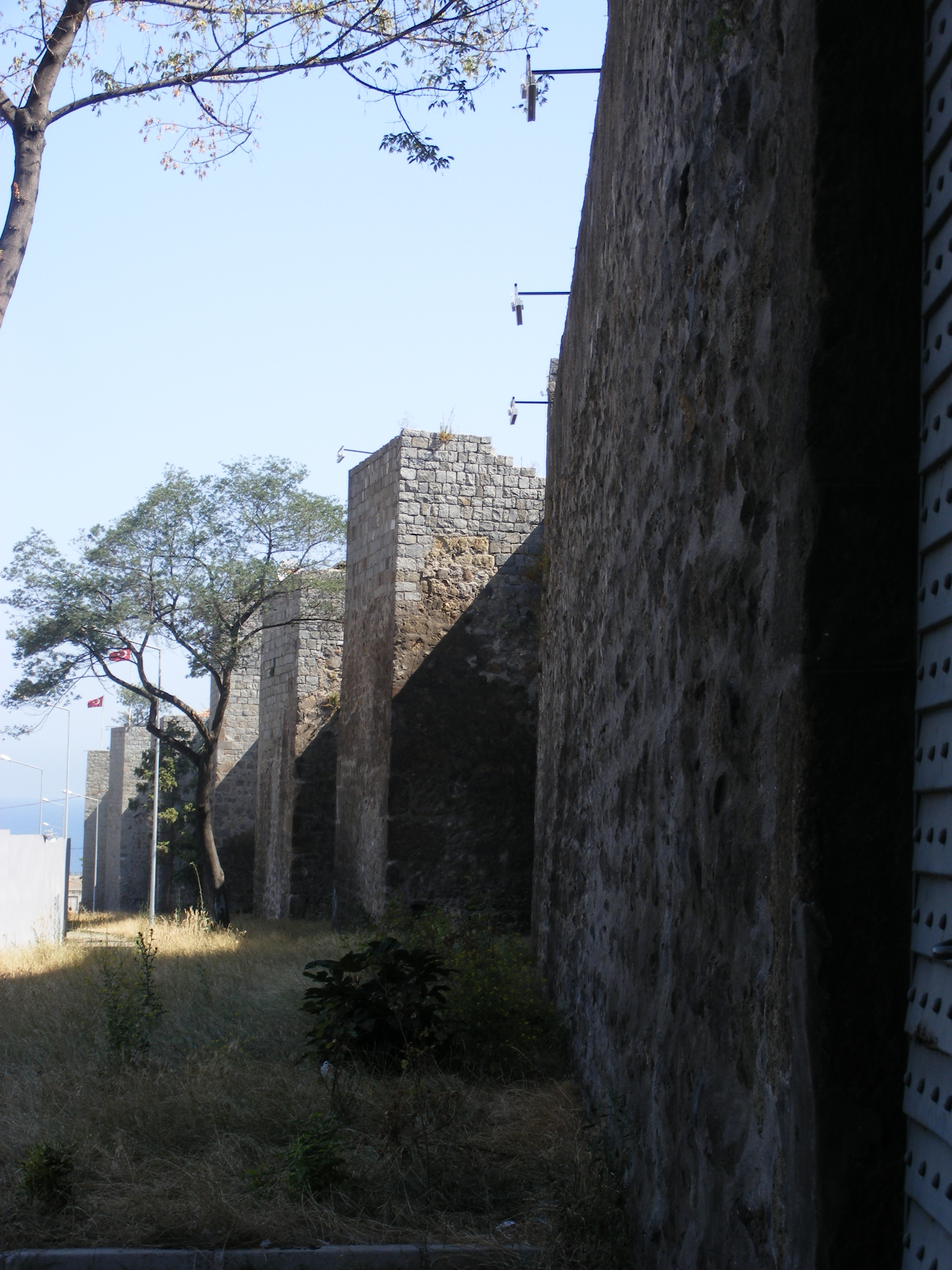
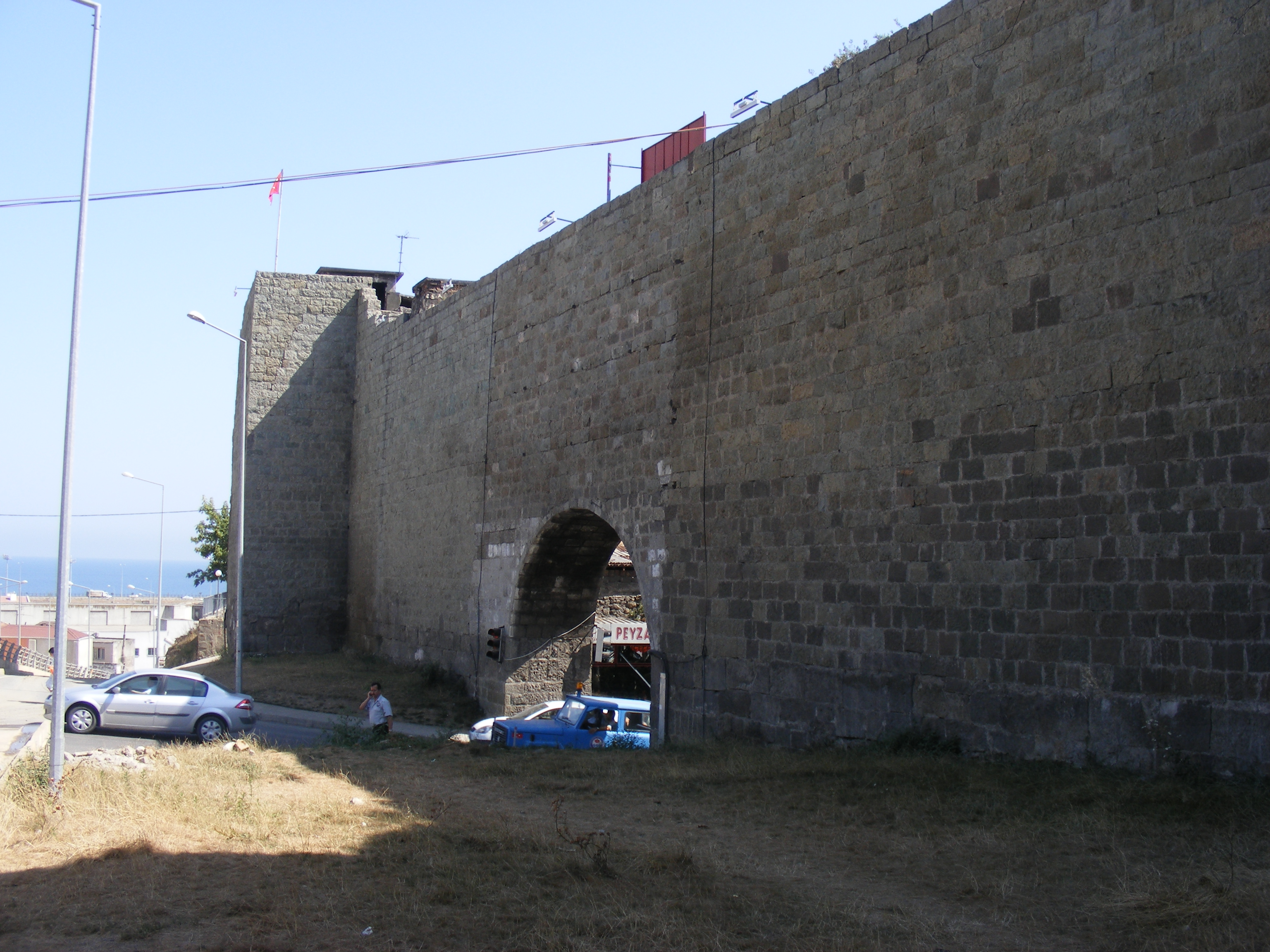
البوابة
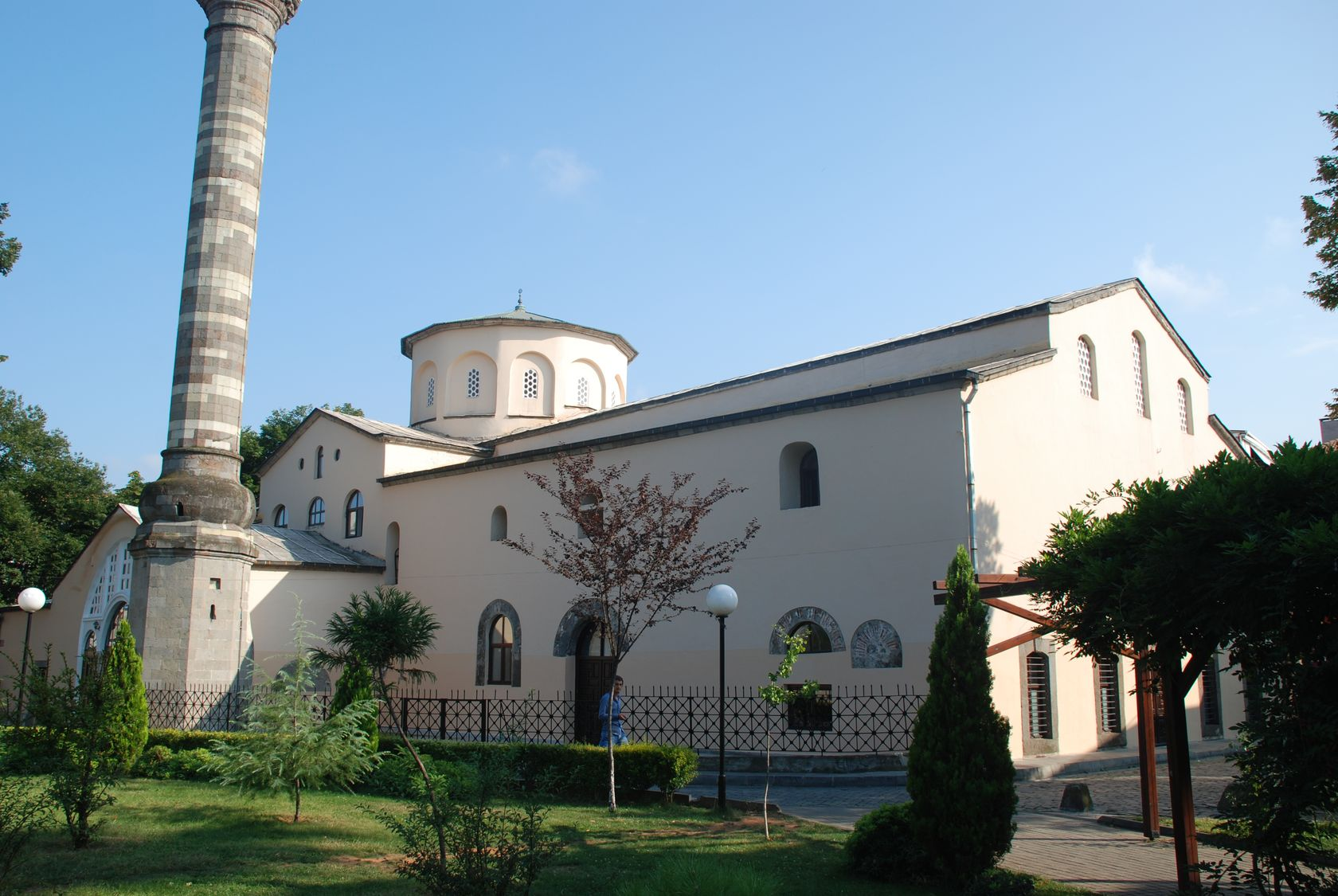
مسجد أورتاهيسار
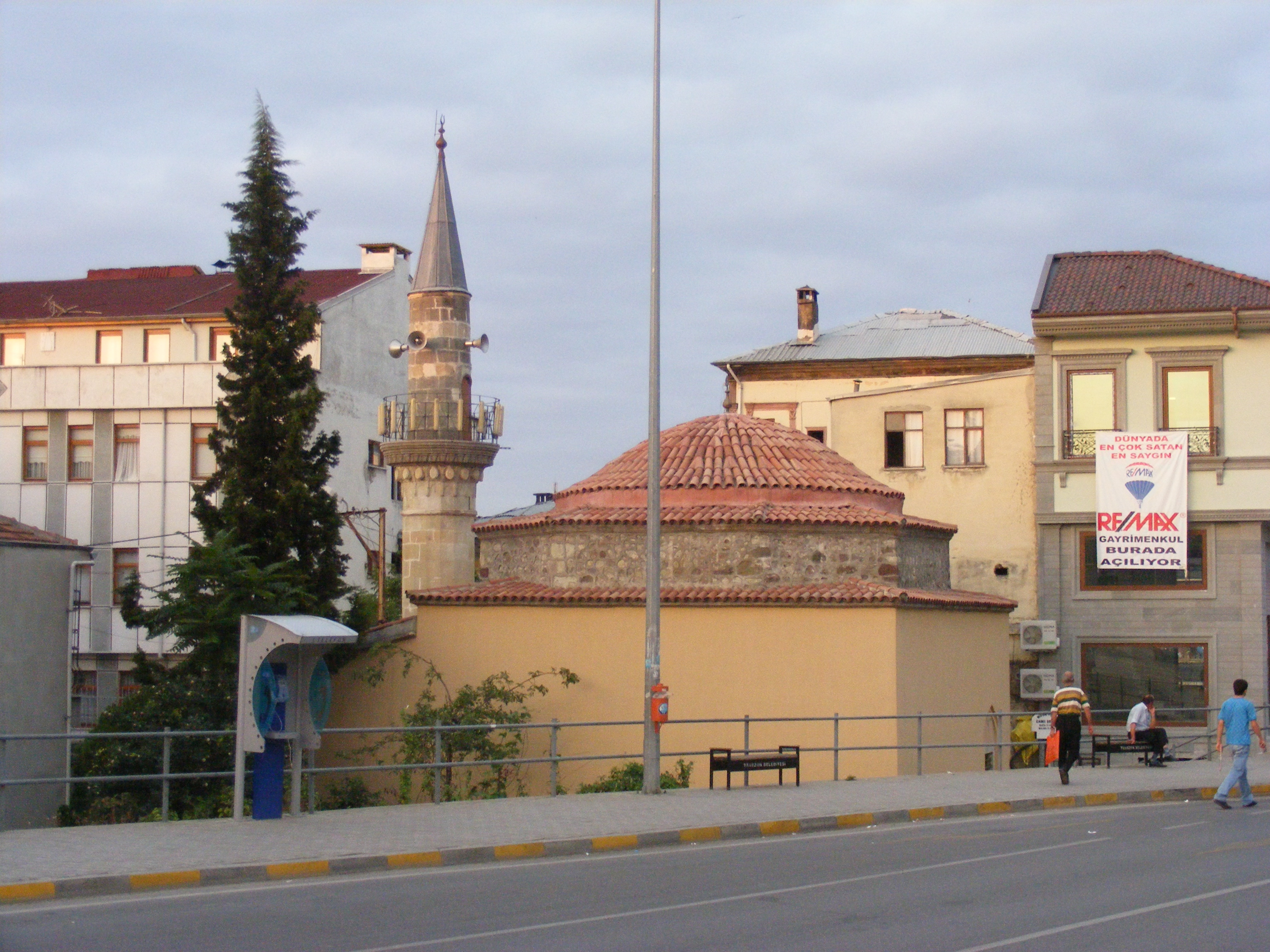
مسجد موسى باشا

‌